# Ла-Ліга 1990—1991
Сезон 1990–1991 в Ла Лізі — футбольне змагання у найвищому дивізіоні чемпіонату Іспанії, що проходило між 1 вересня 1990 та 9 червня 1991 року. Став 60-м турніром з моменту заснування Ла Ліги. Участь у змаганні взяли 20 команд, дві найгірші з яких за регламентом змагань відразу вибули до Сегунди, а ще два клуби брали участь у стикових матчах з представниками Сегунди за право виступів в елітному дивізіоні чемпіонату країни.
Переможцем турніру стала «Барселона», яка здобула свій 11-й трофей національної першості. Чемпіон країни був визначений ще за декілька турів до завершення змагання. Матч останнього туру першості проти одвічного суперника по чемпіонату мадридського «Реала» для каталонців нічого в турнірному сенсі не вирішував, навіть після поразки у ньому з рахунком 0:1 «Барселона» фінішувала першою з 10-очковим відривом від найближчого переслідувача. Натомість перемога у цьому принциповому матчі дозволила мадридцям «зачепитися за п'єдестал» і, обійшовши на одне очко «Осасуну», посісти третє місце.
| Чемпіон Іспанії 1990—1991 |
| ------------------------- |
| «Барселона» 11-й титул    |

## Підсумкова турнірна таблиця
|                       |     | Турнірна таблиця 1990-91 | О  | І  | В  | Н  | П  | М+ | М- | РМ  |
| --------------------- | --- | ------------------------ | -- | -- | -- | -- | -- | -- | -- | --- |
| Чемпіон Іспанії       | 1.  | «Барселона»              | 57 | 38 | 25 | 7  | 6  | 74 | 33 | +41 |
| Володар Кубка Іспанії | 2.  | «Атлетіко» (Мадрид)      | 47 | 38 | 17 | 13 | 8  | 52 | 28 | +24 |
|                       | 3.  | «Реал Мадрид»            | 46 | 38 | 20 | 6  | 12 | 63 | 37 | +26 |
|                       | 4.  | «Осасуна»                | 45 | 38 | 15 | 15 | 8  | 43 | 34 | +7  |
|                       | 5.  | «Спортінг» (Хіхон)       | 44 | 38 | 16 | 12 | 10 | 50 | 37 | +14 |
|                       | 6.  | «Реал Ов'єдо»            | 42 | 38 | 13 | 16 | 9  | 36 | 35 | +1  |
|                       | 7.  | «Валенсія»               | 40 | 38 | 15 | 10 | 13 | 44 | 40 | +4  |
|                       | 8.  | «Севілья»                | 38 | 38 | 15 | 8  | 15 | 45 | 47 | -2  |
|                       | 9.  | «Вальядолід»             | 37 | 38 | 12 | 13 | 13 | 38 | 40 | -2  |
|                       | 10. | «Логроньєс»              | 37 | 38 | 13 | 11 | 14 | 28 | 35 | -7  |
|                       | 11. | «Бургос»                 | 37 | 38 | 10 | 17 | 11 | 32 | 27 | +5  |
|                       | 12. | «Атлетик» (Більбао)      | 36 | 38 | 15 | 6  | 17 | 41 | 50 | -9  |
|                       | 13. | «Реал Сосьєдад»          | 36 | 38 | 11 | 14 | 13 | 39 | 45 | -6  |
|                       | 14. | «Тенеріфе»               | 35 | 38 | 14 | 7  | 17 | 37 | 53 | -16 |
|                       | 15. | «Мальорка»               | 34 | 38 | 9  | 16 | 13 | 32 | 40 | -8  |
|                       | 16. | «Еспаньйол»              | 34 | 38 | 12 | 10 | 16 | 39 | 47 | -8  |
|                       | 17. | «Сарагоса»               | 33 | 38 | 11 | 11 | 16 | 36 | 40 | -4  |
|                       | 18. | «Кадіс»                  | 29 | 38 | 7  | 15 | 16 | 29 | 41 | -12 |
| Вибув до Сегунди      | 19. | «Кастельйон»             | 28 | 38 | 8  | 12 | 18 | 27 | 48 | -21 |
| Вибув до Сегунди      | 20. | «Бетіс»                  | 25 | 38 | 6  | 13 | 19 | 37 | 65 | -28 |

### Раунд плей-оф
Згідно з регламентом змагань, команди, що за результатами турніру у Ла Лізі посіли 17 та 18 місця, проводили матчі плей-оф з командами, які зайняли 3 та 4 місця у турнірі Сегунди. Переможці двоматчевих двобоїв отримували право виступів у змаганнях Ла Ліги наступного сезону. За результатами матчів плей-оф обидва клуби Ла Ліги («Сарагоса» та «Кадіс») здолали своїх нижчолігових суперників та зберегли прописку в елітному дивізіоні.
|          | Перша гра | Друга гра  |            |
| -------- | --------- | ---------- | ---------- |
| «Мурсія» | 0-0       | 2-5        | «Сарагоса» |
| «Малага» | 1-0       | 4-5 (п.п.) | «Кадіс»    |

## Бомбардири

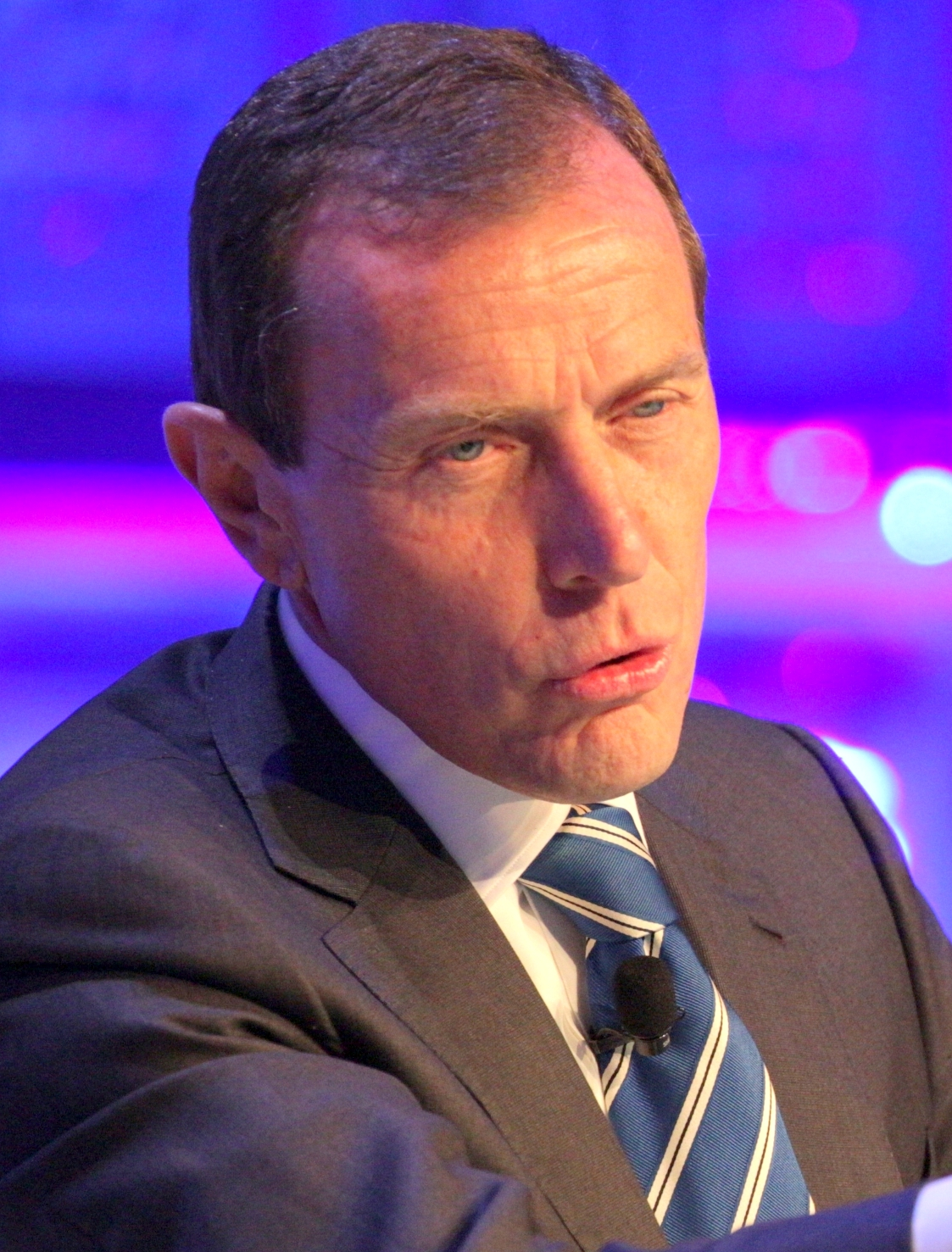
Найкращий бомбардир сезону Еміліо Бутрагеньйо.

Найкращим бомбардиром Прімери сезону 1990—91 став нападник бронзового призера чемпіонату, мадридського «Реала», Еміліо Бутрагеньйо, якому для перемоги у суперечці голеодорів вистачило 19 голів. 
Найкращі бомбардири сезону:
|  | Голів | Бомбардир          | Команда             |
|  | ----- | ------------------ | ------------------- |
|  | 19    | Еміліо Бутрагеньйо | «Реал Мадрид»       |
|  | 17    | Джон Олдрідж       | «Реал Сосьєдад»     |
|  | 16    | Маноло             | «Атлетіко» (Мадрид) |
|  | -     | Мілан Луговий      | «Спортінг» (Хіхон)  |
|  | 14    | Грегоріо Фонсека   | «Вальядолід»        |
|  | -     | Луїс Енріке        | «Спортінг» (Хіхон)  |
|  | -     | Христо Стоїчков    | «Барселона»         |
|  | -     | Ернесто Вальверде  | «Атлетік» (Більбао) |
|  | -     | Пепе Мель          | «Реал Бетіс»        |

## Рекорди сезону
- Найбільше перемог: «Барселона» (25)
- Найменше поразок: «Барселона» (6)
- Найкраща атака: «Барселона» (74 забито)
- Найкращий захист: «Бургос» (27 пропущено)
- Найкраща різниця голів: «Барселона» (+41)

- Найбільше нічиїх: «Мальорка» (16)
- Найменше нічиїх: «Реал Мадрид», «Атлетик» (Більбао) (6)

- Найбільше поразок: «Бетіс» (19)
- Найменше перемог: «Бетіс» (6)

- Найгірша атака: «Кастельйон» (27 забито)
- Найгірший захист: «Бетіс» (65 пропущено)
- Найгірша різниця голів: «Бетіс» (-28)